# Rent (sång)
Rent är en låt av den brittiska duon Pet Shop Boys från 1987. Det var den tredje singeln från deras album Actually. Den nådde 8:e plats på den brittiska singellistan. Flera artister har gjort coverversioner av den.

## Låtförteckning
7": Parlophone / R 6168 (UK)
1. "Rent" – 3:35
2. "I Want a Dog" – 4:57

12": Parlophone / 12R 6168 (UK)
1. "Rent" (Extended Mix) – 7:06
2. "Rent" (Dub) – 6:06
3. "I Want a Dog" – 4:57

även utgiven som CD (Parlophone / CD R 6168)